# Deepwater Horizon

Hasičské lodě se snaží uhasit požár na Deepwater Horizon 21. dubna 2010

Deepwater Horizon byla plovoucí vrtná plošina postavená v roce 2001. Vlastnila ji firma Transocean a do září 2013 byla pronajata firmě BP. Registrována byla v Majuru na Marshallových ostrovech. V září 2009 vyvrtala nejhlubší ropný vrt historie. Dne 22. dubna 2010 se plošina potopila při vrtání v Mexickém zálivu v důsledku exploze, ke které došlo o dva dny dříve. Samotný vrt však zůstal otevřen a začalo z něj unikat velké množství ropy. Havárie způsobila největší zamoření pobřežních vod ropnou skvrnou v historii Spojených států.

## Konstrukce a historie
Plošinu vyrobila jihokorejská společnost Hyundai Heavy Industries v přístavu Ulsan. Její výroba začala v prosinci 1998 a dokončena byla v únoru 2001. Plošina prováděla vrty na různých místech Mexického zálivu v pobřežních vodách USA, byla schopná pracovat v hloubkách až 2 400 metrů. V září 2009 vyvrtala rekordní vrt hluboký přes 10 km (z toho 1 200 metrů pod vodou). Plošinu obsluhovalo 130 pracovníků.

## Ohlas v kultuře
V roce 2016 natočil režisér Peter Berg film Deepwater Horizon: Moře v plamenech, který popisuje nehodu plošiny. V hlavních rolích se představil Mark Wahlberg, Kurt Russell a John Malkovich.